# Kapik
Kapik lub kapa – kobiece nakrycie głowy w XVIII w. Tak nazywano zarówno wszelkie zimowe czapki z "materii bogatych" i futer jak i letnie nakrycia z ciężkich jedwabi, płótna pokrytego wypukłym haftem, galonami i koronkami.  